# Pelidnota bahiana
Pelidnota bahiana es una especie de escarabajo del género Pelidnota, familia Scarabaeidae. Fue descrita científicamente por Ohaus en 1905.
Habita en los Estados Unidos.